# Liste der Kursbuchstrecken in Ungarn

Ungarisches Eisenbahnnetz mit Kursbuchstreckennummern

Diese Liste führt alle Kursbuchstrecken in Ungarn auf.

## Strecken mit Personenverkehr
Die folgende Tabelle listet alle im Personenverkehr bedienten und nach Kursbuchstreckennummer (KBS) sortierten Bahnstrecken in Ungarn auf. Strecken ohne derzeit stattfindendem Personenverkehr sind grau unterlegt.
| Nr.      | Von                 | Nach                          | Inbegriffene Bahnstrecken | km  | Betreiber                                  | Anmerkung                                                                             |
| -------- | ------------------- | ----------------------------- | --- | --- | ------------------------------------------ | ------------------------------------------------------------------------------------- |
| 1        | Budapest            | Hegyeshalom                   | Budapest-Keleti–Hegyeshalom                                                                                                   | 187 | MÁV                                        |                                                                                       |
| 1        | Hegyeshalom         | Rajka                         | Bratislava východ–Hegyeshalom                                                                                                 | 13  | GySEV                                      |                                                                                       |
| 1        | Komárom             | Komárno                       | Komárom–Nové Zámky | 6   | ŽSR                                        | Grenzübergang in die Slowakei, grenzüberschreitender Personenverkehr eingestellt      |
| 1        | Hegyeshalom         | Nickelsdorf                   | Wien Hbf–Hegyeshalom | 5   | ÖBB                                        | Grenzübergang nach Österreich                                                         |
| 1        | Rajka               | Rusovce                       | Bratislava východ–Hegyeshalom                                                                                                 | 7   | ŽSR                                        | Grenzübergang in die Slowakei                                                         |
| 2        | Budapest            | Esztergom                     | Budapest-Nyugati–Angyalföld Angyalföld–Esztergom                                                                              | 53  | MÁV                                        |                                                                                       |
| 2        | Rákos               | Angyalföld                    | Kőbánya felső–Budapest-Vizafogó                                                                                               | 10  | MÁV                                        |                                                                                       |
| 4        | Esztergom           | Almásfüzitő                   | Almásfüzitő–Esztergom-Kertváros                                                                                               | 42  | MÁV                                        |                                                                                       |
| 5        | Székesfehérvár      | Komárom                       | Székesfehérvár–Komárom | 82  | MÁV                                        |                                                                                       |
| 6        | Bicske              | Székesfehérvár                | Bicske–Székesfehérvár | 51  | MÁV                                        | teilweise stillgelegt                                                                 |
| 7        | Széchenyihegy       | Hűvösvölgy                    | Széchenyihegy–Hűvösvölgy | 11  | MÁV                                        | Kindereisenbahn Budapest                                                              |
| 8        | Győr                | Sopron                        | Győr–Ebenfurth | 85  | GySEV                                      |                                                                                       |
| 8        | Sopron              | Baumgarten                    | Győr–Ebenfurth | 8   | ÖBB                                        | Grenzübergang nach Österreich                                                         |
| 8a       | Fertőboz            | Kastély (Nagycenk)            | Fertőboz–Kastély (Nagycenk)                                                                                                   | 4   | GySEV                                      | Széchenyi-Museumsbahn Nagycenk                                                        |
| 9        | Fertőszentmiklós    | Pamhagen                      | Celldömölk–Neusiedl am See | 13  | GySEV                                      | Grenzübergang nach Österreich                                                         |
| 10       | Győr                | Celldömölk                    | Győr-Rendező–Szentgotthárd | 72  | MÁV                                        |                                                                                       |
| 11       | Győr                | Veszprém                      | Győrszabadhegy–Veszprém | 79  | MÁV                                        |                                                                                       |
| 12       | Tatabánya           | Oroszlány                     | Tatabánya–Pápa Környe–Oroszlány                                                                                               | 15  | MÁV                                        |                                                                                       |
| 13       | Tatabánya           | Pápa                          | Tatabánya–Pápa | 94  | MÁV                                        | Personenverkehr 2007 eingestellt, teilweise stillgelegt                               |
| 14       | Pápa                | Csorna                        | Pápa–Csorna | 37  | MÁV                                        |                                                                                       |
| 15       | Sopron              | Szombathely                   | Sopron-Déli–Nagykanizsa | 62  | GySEV                                      |                                                                                       |
| 15       | Sopron              | Loipersbach-Schattendorf      | Wiener Neustadt Hbf–Sopron | 9   | ÖBB                                        | Grenzübergang nach Österreich                                                         |
| 15       | Sopron              | Deutschkreutz                 | Sopron–Kőszeg | 10  | ÖBB                                        | Grenzübergang nach Österreich                                                         |
| 16       | Hegyeshalom         | Szombathely                   | Porpác–Hegyeshalom Győr-Rendező–Szentgotthárd                                                                                 | 111 | GySEV                                      |                                                                                       |
| 17       | Szombathely         | Zalaszentiván                 | Sopron-Déli–Nagykanizsa | 49  | GySEV                                      |                                                                                       |
| 17       | Zalaszentiván       | Nagykanizsa                   | Sopron-Déli–Nagykanizsa | 53  | MÁV                                        |                                                                                       |
| 18       | Szombathely         | Kőszeg                        | Kőszeg–Szombathely | 18  | GySEV                                      |                                                                                       |
| 18       | Kőszeg              | Rattersdorf-Liebing           | Sopron–Kőszeg | 5   | GySEV                                      | stillgelegt                                                                           |
| 19       | Celldömölk          | Fertőszentmiklós              | Celldömölk–Neusiedl am See | 54  | GySEV                                      | stillgelegt                                                                           |
| 20       | Székesfehérvár      | Porpác                        | Székesfehérvár–Celldömölk Győr-Rendező–Szentgotthárd                                                                          | 162 | MÁV                                        |                                                                                       |
| 20       | Porpác              | Szombathely                   | Győr-Rendező–Szentgotthárd | 7   | GySEV                                      |                                                                                       |
| 21       | Szombathely         | Szentgotthárd                 | Győr-Rendező–Szentgotthárd | 54  | GySEV                                      |                                                                                       |
| 21       | Szentgotthárd       | Jennersdorf                   | Szentgotthárd–Graz Hbf | 10  | ÖBB                                        | Grenzübergang nach Österreich                                                         |
| 22       | Körmend             | Zalalövő                      | Körmend–Murska Sobota | 23  | GySEV                                      | Personenverkehr 2009 eingestellt                                                      |
| 23       | Zalaegerszeg        | Rédics                        | Zalaegerszeg–Čakovec | 49  | MÁV                                        |                                                                                       |
| 24       | Zalabér-Batyk       | Balatonszentgyörgy            | Zalabér-Batyk–Balatonszentgyörgy                                                                                              | 48  | MÁV                                        | Personenverkehr 1974 und 2007 eingestellt, teilweise stillgelegt                      |
| 25       | Celldömölk          | Bajánsenye                    | Székesfehérvár–Celldömölk Boba–Zalalövő Körmend–Murska Sobota                                                                 | 112 | MÁV                                        |                                                                                       |
| 25       | Bajánsenye          | Hodoš                         | Körmend–Murska Sobota | 2   | SŽ                                         | Grenzübergang nach Slowenien                                                          |
| 26       | Balatonszentgyörgy  | Ukk                           | Tapolca–Balatonszentgyörgy Ukk–Tapolca                                                                                        | 63  | MÁV                                        |                                                                                       |
| 27       | Lepsény             | Veszprém                      | Hajmáskér–Dombóvár | 39  | MÁV                                        | Personenverkehr 2007 eingestellt                                                      |
| 29       | Székesfehérvár      | Tapolca                       | Pragersko–Budapest-Déli Börgönd–Tapolca                                                                                       | 117 | MÁV                                        |                                                                                       |
| 30a      | Budapest            | Székesfehérvár                | Pragersko–Budapest-Déli | 67  | MÁV                                        |                                                                                       |
| 30       | Székesfehérvár      | Nagykanizsa                   | Pragersko–Budapest-Déli | 154 | MÁV                                        |                                                                                       |
| 35       | Kaposvár            | Siófok                        | Kaposvár–Siófok | 100 | MÁV                                        |                                                                                       |
| 36       | Kaposvár            | Fonyód                        | Kaposvár–Fonyód | 53  | MÁV                                        |                                                                                       |
| 37       | Somogyszob          | Balatonszentgyörgy            | Balatonszentgyörgy–Somogyszob                                                                                                 | 60  | MÁV                                        | Personenverkehr 2009 eingestellt                                                      |
| 38       | Nagyatád            | Somogyszob                    | Somogyszob–Barcs | 9   | MÁV                                        |                                                                                       |
| 38       | Nagyatád            | Barcs                         | Somogyszob–Barcs | 39  | MÁV                                        | stillgelegt                                                                           |
| 39       | Balatonfenyves GV   | Csisztafürdő                  | Balatonfenyves GV–Csisztafürdő                                                                                                | 13  | MÁV                                        | Schmalspurbahn Balatonfenyves                                                         |
| 39b      | Imremajor           | Somogyszentpál                | Imremajor–Somogyszentpál | 9   | MÁV                                        | Schmalspurbahn Balatonfenyves                                                         |
| 39b      | Táskai elágazás     | Táska                         | Táskai elágazás–Táska | 6   | MÁV                                        | Schmalspurbahn Balatonfenyves, stillgelegt                                            |
| 40a      | Budapest            | Pusztaszabolcs                | Budapest-Kelenföld–Szentlőrinc                                                                                                | 53  | MÁV                                        |                                                                                       |
| 40       | Pusztaszabolcs      | Pécs                          | Budapest-Kelenföld–Szentlőrinc Pécsbánya-Rendező–Barcs                                                                        | 175 | MÁV                                        |                                                                                       |
| 41       | Dombóvár            | Gyékényes                     | Dombóvár–Gyékényes | 101 | MÁV                                        |                                                                                       |
| 41       | Gyékényes           | Botovo                        | Gyékényes–Zagreb Glavni kolodvor                                                                                              | 3   | HŽ                                         | Grenzübergang nach Kroatien                                                           |
| 42       | Pusztaszabolcs      | Dunaújváros                   | Pusztaszabolcs–Paks | 27  | MÁV                                        |                                                                                       |
| 42       | Mezőfalva           | Paks                          | Pusztaszabolcs–Paks | 40  | MÁV                                        | Personenverkehr 2009 eingestellt, Abschnitt Dunaújváros–Mezőfalva zu KBS 43           |
| 43       | Dunaújváros         | Rétszilas                     | Pusztaszabolcs–Paks Mezőfalva–Rétszilas                                                                                       | 33  | MÁV                                        |                                                                                       |
| 44       | Pusztaszabolcs      | Börgönd                       | Székesfehérvár–Pusztaszabolcs                                                                                                 | 21  | MÁV                                        |                                                                                       |
| 45       | Székesfehérvár      | Sárbogárd                     | Székesfehérvár–Pusztaszabolcs Börgönd–Sárbogárd                                                                               | 39  | MÁV                                        |                                                                                       |
| 46       | Sárbogárd           | Bátaszék                      | Budapest-Kelenföld–Szentlőrinc Rétszilas–Szekszárd Szekszárd–Bátaszék                                                         | 84  | MÁV                                        |                                                                                       |
| 47       | Dombóvár            | Komló                         | Budapest-Kelenföld–Szentlőrinc Godisa–Komló                                                                                   | 36  | MÁV                                        |                                                                                       |
| 48       | Keszőhidegkút-Gyönk | Tamási                        | Keszőhidegkút-Gyönk–Tamási | 13  | MÁV                                        | Personenverkehr 1990 eingestellt                                                      |
| 49       | Dombóvár            | Lepsény                       | Hajmáskér–Dombóvár | 83  | MÁV                                        | teilweise stillgelegt                                                                 |
| 50       | Dombóvár            | Bátaszék                      | Dombóvár–Bátaszék | 60  | MÁV                                        |                                                                                       |
| 60       | Nagykanizsa         | Pécs                          | Pragersko–Budapest-Déli Murakeresztúr–Barcs Pécsbánya-Rendező–Barcs                                                           | 148 | MÁV                                        |                                                                                       |
| 60       | Murakeresztúr       | Kotoriba                      | Pragersko–Budapest-Déli | 6   | HŽ                                         | Grenzübergang nach Kroatien                                                           |
| 61       | Szentlőrinc         | Sellye                        | Szentlőrinc–Sellye | 24  | MÁV                                        |                                                                                       |
| 62       | Barcs               | Villány                       | Pécsbánya-Rendező–Barcs Beli Manastir–Középrigóc Villány elágazás–Beremend                                                    | 101 | MÁV                                        | Personenverkehr 2006 (Középrigóc–Sellye) und 2007 (Sellye–Villány) eingestellt        |
| 62       | Nagyharsány         | Beli Manastir                 | Beli Manastir–Középrigóc | 24  | HŽ                                         | Grenzübergang nach Kroatien, stillgelegt                                              |
| 65       | Pécs                | Magyarbóly                    | Pécsbánya-Rendező–Barcs Pécsbánya-Rendező–Osijek                                                                              | 43  | MÁV                                        |                                                                                       |
| 65       | Magyarbóly          | Beli Manastir                 | Pécsbánya-Rendező–Osijek | 11  | HŽ                                         | Grenzübergang nach Kroatien                                                           |
| 66       | Villány             | Mohács                        | Mohács–Villány | 24  | MÁV                                        |                                                                                       |
| 70       | Budapest            | Szob                          | Bratislava hlavná stanica–Budapest-Nyugati                                                                                    | 64  | MÁV                                        |                                                                                       |
| 70       | Szob                | Štúrovo                       | Bratislava hlavná stanica–Budapest-Nyugati                                                                                    | 15  | ŽSR                                        | Grenzübergang in die Slowakei                                                         |
| 71       | Budapest            | Vác                           | Bratislava hlavná stanica–Budapest-Nyugati Rákospalota-Újpest–Vácrátót Aszód–Vác                                              | 49  | MÁV                                        |                                                                                       |
| 75       | Vác                 | Balassagyarmat                | Vác–Drégelypalánk Čata–Balassagyarmat                                                                                         | 70  | MÁV                                        |                                                                                       |
| 75       | Drégelypalánk       | Balassagyarmat                | Čata–Balassagyarmat | 8   | ŽSR                                        | Grenzübergang in die Slowakei, stillgelegt                                            |
| 77       | Galgamácsa          | Vácrátót                      | Aszód–Vác | 15  | MÁV                                        |                                                                                       |
| 78       | Aszód               | Ipolytarnóc                   | Aszód–Lučenec | 100 | MÁV                                        |                                                                                       |
| 78       | Ipolytarnóc         | Rapovce                       | Aszód–Lučenec | 6   | ŽSR                                        | Grenzübergang in die Slowakei, grenzüberschreitender Personenverkehr 1995 eingestellt |
| 78       | Nógrádszakál        | Malé Straciny                 | Nógradszakál–Malé Straciny | 12  | ŽSR                                        | Grenzübergang in die Slowakei, grenzüberschreitender Personenverkehr 1992 eingestellt |
| 80a      | Budapest            | Hatvan                        | Budapest-Keleti–Salgótarján külső                                                                                             | 67  | MÁV                                        |                                                                                       |
| 80       | Hatvan              | Sátoraljaújhely               | Hatvan–Miskolc-Tiszai Debrecen–Miskolc-Tiszai Szerencs–Slovenské Nové Mesto                                                   | 189 | MÁV                                        |                                                                                       |
| 80       | Sátoraljaújhely     | Slovenské Nové Mesto          | Szerencs–Slovenské Nové Mesto                                                                                                 | 2   | ŽSR                                        | Grenzübergang in die Slowakei, grenzüberschreitender Personenverkehr eingestellt      |
| 81       | Hatvan              | Somoskőújfalu                 | Budapest-Keleti–Salgótarján külső Salgótarján külső–Vrútky                                                                    | 65  | MÁV                                        |                                                                                       |
| 81       | Somoskőújfalu       | Fiľakovo                      | Salgótarján külső–Vrútky | 14  | ŽSR                                        | Grenzübergang in die Slowakei, grenzüberschreitender Personenverkehr 2011 eingestellt |
| 82       | Hatvan              | Szolnok                       | Hatvan–Szolnok | 68  | MÁV                                        |                                                                                       |
| 84       | Kisterenye          | Kál-Kápolna                   | Kisterenye–Kisújszállás | 55  | MÁV                                        | Personenverkehr 2007 eingestellt                                                      |
| 85       | Vámosgyörk          | Gyöngyös                      | Vámosgyörk–Gyöngyös | 13  | MÁV                                        |                                                                                       |
| 86       | Vámosgyörk          | Újszász                       | Újszász–Vámosgyörk | 78  | MÁV                                        |                                                                                       |
| 87a      | Füzesabony          | Eger                          | Füzesabony–Eger | 17  | MÁV                                        |                                                                                       |
| 87       | Eger                | Szilvásvárad                  | Eger–Putnok | 34  | MÁV                                        |                                                                                       |
| 87       | Szilvásvárad        | Putnok                        | Eger–Putnok | 34  | MÁV                                        | Personenverkehr 2009 eingestellt                                                      |
| 89       | Tiszaújváros        | Nyékládháza                   | Nyékládháza–Mezőcsát Hejőkeresztúr–Tiszapalkonya-Erőmű                                                                        | 17  | MÁV                                        |                                                                                       |
| 89       | Tiszaújváros        | Tiszapalkonya-Erőmű           | Hejőkeresztúr–Tiszapalkonya-Erőmű                                                                                             | 3   | MÁV                                        | Personenverkehr 2013 eingestellt                                                      |
| 90       | Miskolc             | Hidasnémeti                   | Miskolc-Tiszai–Košice | 62  | MÁV                                        |                                                                                       |
| 90       | Hidasnémeti         | Čaňa                          | Miskolc-Tiszai–Košice | 15  | ŽSR                                        | Grenzübergang in die Slowakei                                                         |
| 92       | Miskolc             | Ózd                           | Miskolc-Tiszai–Fiľakovo Bánréve–Ózd                                                                                           | 58  | MÁV                                        |                                                                                       |
| 92       | Bánréve             | Lenartovce                    | Miskolc-Tiszai–Fiľakovo | 2   | ŽSR                                        | Grenzübergang in die Slowakei, grenzüberschreitender Personenverkehr eingestellt      |
| 94       | Miskolc             | Tornanádaska                  | Miskolc-Tiszai–Fiľakovo Turňa nad Bodvou–Sajóecseg                                                                            | 60  | MÁV                                        |                                                                                       |
| 94       | Tornanádaska        | Turňa nad Bodvou              | Turňa nad Bodvou–Sajóecseg | 8   | ŽSR                                        | Grenzübergang in die Slowakei, grenzüberschreitender Personenverkehr eingestellt      |
| 98       | Szerencs            | Hidasnémeti                   | Szerencs–Hidasnémeti | 51  | MÁV                                        |                                                                                       |
| 100a     | Budapest            | Szolnok                       | Budapest-Nyugati–Szolnok | 100 | MÁV                                        |                                                                                       |
| 100      | Szolnok             | Záhony                        | Szolnok–Debrecen Debrecen–Miskolc-Tiszai Nyíregyháza–Tschop                                                                   | 236 | MÁV                                        |                                                                                       |
| 100      | Záhony              | Tschop                        | Nyíregyháza–Tschop | 6   | UZ                                         | Grenzübergang in die Ukraine                                                          |
| 100c     | Szerencs            | Nyíregyháza                   | Debrecen–Miskolc-Tiszai | 50  | MÁV                                        |                                                                                       |
| 101      | Püspökladány        | Biharkeresztes                | Püspökladány–Oradea | 51  | MÁV                                        |                                                                                       |
| 101      | Biharkeresztes      | Episcopia Bihor               | Püspökladány–Oradea | 13  | CFR                                        | Grenzübergang nach Rumänien                                                           |
| 102      | Kál-Kápolna         | Kisújszállás                  | Kisterenye–Kisújszállás | 74  | MÁV                                        |                                                                                       |
| 103      | Karcag              | Tiszafüred                    | Karcag–Tiszafüred | 45  | MÁV                                        |                                                                                       |
| 105      | Debrecen            | Nyírábrány                    | Debrecen–Sighetu Marmației | 30  | MÁV                                        |                                                                                       |
| 105      | Nyírábrány          | Valea lui Mihai               | Debrecen–Sighetu Marmației | 9   | CFR                                        | Grenzübergang nach Rumänien                                                           |
| 106      | Debrecen            | Nagykereki                    | Debrecen–Létavértes Sáránd–Episcopia Bihor                                                                                    | 52  | MÁV                                        |                                                                                       |
| 106      | Nagykereki          | Episcopia Bihor               | Sáránd–Episcopia Bihor | 13  | CFR                                        | Grenzübergang nach Rumänien, stillgelegt                                              |
| 107      | Debrecen            | Létavértes                    | Debrecen–Létavértes | 33  | MÁV                                        | Personenverkehr 2009 eingestellt                                                      |
| 108      | Debrecen            | Füzesabony                    | Debrecen–Füzesabony | 103 | MÁV                                        |                                                                                       |
| 109      | Debrecen            | Tiszalök                      | Debrecen–Tiszavasvári Tiszavasvári–Tiszalök                                                                                   | 68  | MÁV                                        |                                                                                       |
| 110      | Debrecen            | Mátészalka                    | Debrecen–Miskolc-Tiszai Apafa–Nyírbátor Nyíregyháza–Mátészalka                                                                | 78  | MÁV                                        |                                                                                       |
| 111      | Mátészalka          | Záhony                        | Carei–Záhony | 57  | MÁV                                        |                                                                                       |
| 113      | Nyíregyháza         | Zajta                         | Nyíregyháza–Mátészalka Satu Mare Sud–Mátészalka Kocsord alsó–Fehérgyarmat Satu Mare–Fehérgyarmat                              | 101 | MÁV                                        |                                                                                       |
| 113      | Zajta               | Satu Mare                     | Satu Mare–Fehérgyarmat | 15  | CFR                                        | Grenzübergang nach Rumänien, stillgelegt                                              |
| 114      | Mátészalka          | Csenger                       | Satu Mare Sud–Mátészalka | 33  | MÁV                                        |                                                                                       |
| 114      | Csenger             | Satu Mare Sud                 | Satu Mare Sud–Mátészalka | 33  | CFR                                        | Grenzübergang nach Rumänien, stillgelegt                                              |
| 115      | Tiborszállás        | Mátészalka                    | Carei–Záhony | 18  | MÁV                                        |                                                                                       |
| 115      | Tiborszállás        | Carei                         | Carei–Záhony | 16  | CFR                                        | Grenzübergang nach Rumänien                                                           |
| 116      | Nyíregyháza         | Vásárosnamény                 | Nyíregyháza–Vásárosnamény | 59  | MÁV                                        |                                                                                       |
| 117      | Tiszalök            | Görögszállás                  | Polgár–Görögszállás | 18  | MÁV                                        |                                                                                       |
| 117      | Ohat-Pusztakócs     | Tiszalök                      | Ohat-Pusztakócs–Polgár Polgár–Görögszállás                                                                                    | 65  | MÁV                                        | Personenverkehr 2009 eingestellt                                                      |
| 120a     | Budapest            | Szolnok                       | Budapest-Keleti–Salgótarján Rákos–Újszász Hatvan–Szolnok                                                                      | 100 | MÁV                                        |                                                                                       |
| 120      | Szolnok             | Lőkösháza                     | Szolnok–Debrecen Szajol–Arad                                                                                                  | 125 | MÁV                                        |                                                                                       |
| 120      | Lőkösháza           | Curtici                       | Szajol–Arad | 11  | CFR                                        | Grenzübergang nach Rumänien                                                           |
| 121      | Békéscsaba          | Újszeged                      | Mezőhegyes–Kétegyháza Arad–Szőreg Szeged–Timișoara Nord                                                                       | 123 | MÁV                                        |                                                                                       |
| 125      | Mezőtúr             | Battonya                      | Mezőtúr–Szarvas Szarvas–Mezőhegyes Arad–Szőreg                                                                                | 116 | MÁV                                        |                                                                                       |
| 125      | Battonya            | Pecica                        | Arad–Szőreg | 14  | CFR                                        | Grenzübergang nach Rumänien, stillgelegt                                              |
| 127      | Vésztő              | Gyoma                         | Dévaványa–Kótpuszta Kisújszállás–Gyoma                                                                                        | 52  | MÁV                                        |                                                                                       |
| 127      | Vésztő              | Körösnagyharsány              | Dévaványa–Kótpuszta Oradea Vest–Kótpuszta                                                                                     | 32  | MÁV                                        | Personenverkehr 2009 eingestellt                                                      |
| 127      | Körösnagyharsány    | Cheresig                      | Oradea Vest–Kótpuszta | 4   | CFR                                        | Grenzübergang nach Rumänien, stillgelegt                                              |
| 127      | Dévaványa           | Kisújszállás                  | Kisújszállás–Gyoma | 30  | MÁV                                        | stillgelegt                                                                           |
| 128      | Békéscsaba          | Püspökladány                  | Oradea–Szeged Vésztő–Kötegyán Dévaványa–Kótpuszta Püspökladány–Szeghalom                                                      | 124 | MÁV                                        |                                                                                       |
| 128      | Kötegyán            | Salonta                       | Oradea–Szeged | 14  | CFR                                        | Grenzübergang nach Rumänien                                                           |
| 130      | Szolnok             | Hódmezővásárhely              | Szolnok–Debrecen Szajol–Arad Tiszatenyő–Kunszentmárton Kunszentmárton–Szentes Szentes–Hódmezővásárhelyi Népkert Oradea–Szeged | 110 | MÁV                                        |                                                                                       |
| 131      | Szeged vasútállomás | Hódmezővásárhely vasútállomás | Straßenbahn Szeged Oradea–Szeged Straßenbahn Hódmezővásárhely                                                                 |     | SZKT MÁV                                   | Tram-Train Szeged–Hódmezővásárhely                                                    |
| 135      | Szeged              | Békéscsaba                    | Oradea–Szeged | 97  | MÁV                                        |                                                                                       |
| 136      | Szeged              | Röszke                        | Szeged-Rókus–Subotica | 13  | MÁV                                        | Personenverkehr 2015 eingestellt                                                      |
| 136      | Röszke              | Horgoš                        | Szeged-Rókus–Subotica | 7   | ŽS                                         | Grenzübergang nach Serbien, grenzüberschreitender Personenverkehr 2015 eingestellt    |
| 140      | Cegléd              | Szeged                        | Cegléd–Szeged | 118 | MÁV                                        |                                                                                       |
| 142      | Budapest            | Kecskemét                     | Budapest-Nyugati–Szolnok Kőbánya-Szentlőrinczi átrakodó–Lajosmizse Kecskemét alsó–Lajosmizse Kecskemét–Fülöpszállás           | 98  | MÁV                                        |                                                                                       |
| 145      | Kecskemét           | Szolnok                       | Kecskemét–Kunszentmárton Szolnok–Kiskunfélegyháza                                                                             | 67  | MÁV                                        |                                                                                       |
| 146      | Kiskunfélegyháza    | Kunszentmárton                | Szolnok–Kiskunfélegyháza Kecskemét–Kunszentmárton                                                                             | 54  | MÁV                                        |                                                                                       |
| 147      | Kiskunfélegyháza    | Orosháza                      | Kiskunfélegyháza–Csongrád Orosháza–Csongrád                                                                                   | 79  | MÁV                                        |                                                                                       |
| 150      | Budapest            | Kelebia                       | Ferencváros–Beograd-Glavna | 163 | MÁV                                        |                                                                                       |
| 150      | Kelebia             | Subotica                      | Ferencváros–Beograd-Glavna | 12  | ŽS                                         | Grenzübergang nach Serbien                                                            |
| 154      | Bátaszék            | Kiskunhalas                   | Kiskunhalas–Bátaszék | 96  | MÁV                                        |                                                                                       |
| 155      | Kiskunhalas         | Kiskunfélegyháza              | Kiskunfélegyháza–Kiskunhalas                                                                                                  | 46  | MÁV                                        |                                                                                       |
|          | Zalabér-Batyk       | Répcevis                      | Zalabér-Batyk–Oberloisdorf | 86  | MÁV                                        | stillgelegt                                                                           |
| Répcevis | Lutzmannsburg       | Zalabér-Batyk–Oberloisdorf    | 3 | ÖBB | Grenzübergang nach Österreich, stillgelegt |                                                                                       |

## Strecken ohne Personenverkehr
Auf folgenden ungarischen Bahnstrecken fand nie im Kursbuch aufgeführter planmäßiger Personenverkehr statt:
- Tuzsér–Batjowo